# Datengan
Datengan is een bestuurslaag in het regentschap Kediri van de provincie Oost-Java, Indonesië. Datengan telt 4253 inwoners (volkstelling 2010).